# 臼挽き唄
臼挽き唄（うすひきうた）は、民謡、仕事唄のひとつである。

## 概要
石臼で、米、麦、そばを粉に挽く仕事のときにうたわれる唄である。
多くは徹夜の仕事であった。
小さい臼は1人で挽き1人でうたわれ、大きい臼は数人で挽き数人でうたわれた。
後者の場合は互いに即興で痴話ふうの唄を作ってかけあいでうたったという。
歌詞はたとえば「今夜臼挽き遊びにござれ、臼が重いかといふてござれ、臼の軽さよ相手のよさよ、相手かはるな明日の夜も」、「やれ臼ひき辛い、腹のねんねを揉みさける」、「臼を挽く時や居眠りまなこ、団子食ふ時や猿まなこ」。